# Recopa de Costa Rica 2023
La Recopa de Costa Rica de 2023, fue la primera edición inaugural bajo nuevo nombre, y la tercera edición consecutiva de campeonatos anteriores.

## Equipos participantes
|  |  | Deportivo Saprissa |  | Campeón del 2022 y 2023    |
|  |  | C. S. Cartaginés   |  | Campeón del Torneo de Copa |

## Reporte de partido
| 22 de julio | C. S. Cartaginés | 0:0 (2:3 p.) | Deportivo Saprissa | Estadio "Fello" Meza, Cartago |                             |
| 18:00       |                  |              |                    | Árbitro(s): Benjamín Pineda   | Árbitro(s): Benjamín Pineda |

| 35    | POR   | Kevin Briceño       |     |
| 18    | DEF   | Carlos Barahona     | 78' |
| 4     | DEF   | Kevin Espinoza      |     |
| 5     | DEF   | José Gabriel Vargas |     |
| 28    | DEF   | Kendrick Enríquez   | 54' |
| 12    | MED   | José Luis Quirós    |     |
| 8     | MED   | Douglas López       |     |
| 16    | MED   | Christian Martínez  | 54' |
| 7     | MED   | Allen Guevara       | 65' |
| 77    | DEL   | Jossimar Pemberton  | 65' |
| 6     | DEL   | Jeikel Venegas      |     |
| D. T. | D. T. | Paulo Wanchope      |     |

| 1     | POR   | Kevin Chamorro    |     |
| 28    | DEF   | Gerald Taylor     |     |
| 3     | DEF   | Pablo Arboine     |     |
| 33    | DEF   | Douglas Sequeira  | 78' |
| 25    | DEF   | Jorkaeff Azofeifa |     |
| 6     | MED   | Jefferson Brenes  |     |
| 22    | MED   | Youstin Salas     | 65' |
| 26    | MED   | Julen Cordero     | 65' |
| 2     | MED   | Christian Bolaños |     |
| 41    | DEL   | Warren Madrigal   | 21' |
| 14    | DEL   | Ariel Rodríguez   |     |
| D. T. | D. T. | Vladimir Quesada  |     |

| 10 | MED | Dylan Flores   | 54' |
| 1  | POR | Darryl Parker  | 54' |
| 27 | DEL | Jostin Daly    | 65' |
| 19 | DEL | Josimar Méndez | 65' |

| 7  | MED | Jefry Valverde   | 21' |
| 4  | DEF | Kendall Waston   | 65' |
| 38 | MED | Kenneth González | 65' |
| 8  | MED | David Guzmán     | 78' |
| 17 | MED | Carlos Villegas  | 78' |

| 12' · 48' · 48' · 51' · 70' | Kevin Briceño José Vargas Douglas López Kevin Briceño Jeikel Venegas |

| 45' · 71' · 73' · 89' | Youstin Salas Douglas Sequeira Gerald Taylor Kenneth González |

| Principal  | Benjamín Pineda       |
| Asistentes | Víctor Ramírez        |
|            | Enmanuel Alvarado     |
| Cuarto     | Juan Gabriel Calderón |

| 35    | POR   | Kevin Briceño       |     |
| 18    | DEF   | Carlos Barahona     | 78' |
| 4     | DEF   | Kevin Espinoza      |     |
| 5     | DEF   | José Gabriel Vargas |     |
| 28    | DEF   | Kendrick Enríquez   | 54' |
| 12    | MED   | José Luis Quirós    |     |
| 8     | MED   | Douglas López       |     |
| 16    | MED   | Christian Martínez  | 54' |
| 7     | MED   | Allen Guevara       | 65' |
| 77    | DEL   | Jossimar Pemberton  | 65' |
| 6     | DEL   | Jeikel Venegas      |     |
| D. T. | D. T. | Paulo Wanchope      |     |

| 1     | POR   | Kevin Chamorro    |     |
| 28    | DEF   | Gerald Taylor     |     |
| 3     | DEF   | Pablo Arboine     |     |
| 33    | DEF   | Douglas Sequeira  | 78' |
| 25    | DEF   | Jorkaeff Azofeifa |     |
| 6     | MED   | Jefferson Brenes  |     |
| 22    | MED   | Youstin Salas     | 65' |
| 26    | MED   | Julen Cordero     | 65' |
| 2     | MED   | Christian Bolaños |     |
| 41    | DEL   | Warren Madrigal   | 21' |
| 14    | DEL   | Ariel Rodríguez   |     |
| D. T. | D. T. | Vladimir Quesada  |     |

| 10 | MED | Dylan Flores   | 54' |
| 1  | POR | Darryl Parker  | 54' |
| 27 | DEL | Jostin Daly    | 65' |
| 19 | DEL | Josimar Méndez | 65' |

| 7  | MED | Jefry Valverde   | 21' |
| 4  | DEF | Kendall Waston   | 65' |
| 38 | MED | Kenneth González | 65' |
| 8  | MED | David Guzmán     | 78' |
| 17 | MED | Carlos Villegas  | 78' |

| 12' · 48' · 48' · 51' · 70' | Kevin Briceño José Vargas Douglas López Kevin Briceño Jeikel Venegas |

| 45' · 71' · 73' · 89' | Youstin Salas Douglas Sequeira Gerald Taylor Kenneth González |

| Principal  | Benjamín Pineda       |
| Asistentes | Víctor Ramírez        |
|            | Enmanuel Alvarado     |
| Cuarto     | Juan Gabriel Calderón |

| 35    | POR   | Kevin Briceño       |     |
| 18    | DEF   | Carlos Barahona     | 78' |
| 4     | DEF   | Kevin Espinoza      |     |
| 5     | DEF   | José Gabriel Vargas |     |
| 28    | DEF   | Kendrick Enríquez   | 54' |
| 12    | MED   | José Luis Quirós    |     |
| 8     | MED   | Douglas López       |     |
| 16    | MED   | Christian Martínez  | 54' |
| 7     | MED   | Allen Guevara       | 65' |
| 77    | DEL   | Jossimar Pemberton  | 65' |
| 6     | DEL   | Jeikel Venegas      |     |
| D. T. | D. T. | Paulo Wanchope      |     |

| 1     | POR   | Kevin Chamorro    |     |
| 28    | DEF   | Gerald Taylor     |     |
| 3     | DEF   | Pablo Arboine     |     |
| 33    | DEF   | Douglas Sequeira  | 78' |
| 25    | DEF   | Jorkaeff Azofeifa |     |
| 6     | MED   | Jefferson Brenes  |     |
| 22    | MED   | Youstin Salas     | 65' |
| 26    | MED   | Julen Cordero     | 65' |
| 2     | MED   | Christian Bolaños |     |
| 41    | DEL   | Warren Madrigal   | 21' |
| 14    | DEL   | Ariel Rodríguez   |     |
| D. T. | D. T. | Vladimir Quesada  |     |

| 10 | MED | Dylan Flores   | 54' |
| 1  | POR | Darryl Parker  | 54' |
| 27 | DEL | Jostin Daly    | 65' |
| 19 | DEL | Josimar Méndez | 65' |

| 7  | MED | Jefry Valverde   | 21' |
| 4  | DEF | Kendall Waston   | 65' |
| 38 | MED | Kenneth González | 65' |
| 8  | MED | David Guzmán     | 78' |
| 17 | MED | Carlos Villegas  | 78' |

| 12' · 48' · 48' · 51' · 70' | Kevin Briceño José Vargas Douglas López Kevin Briceño Jeikel Venegas |

| 45' · 71' · 73' · 89' | Youstin Salas Douglas Sequeira Gerald Taylor Kenneth González |

| Principal  | Benjamín Pineda       |
| Asistentes | Víctor Ramírez        |
|            | Enmanuel Alvarado     |
| Cuarto     | Juan Gabriel Calderón |

| 35    | POR   | Kevin Briceño       |     |
| 18    | DEF   | Carlos Barahona     | 78' |
| 4     | DEF   | Kevin Espinoza      |     |
| 5     | DEF   | José Gabriel Vargas |     |
| 28    | DEF   | Kendrick Enríquez   | 54' |
| 12    | MED   | José Luis Quirós    |     |
| 8     | MED   | Douglas López       |     |
| 16    | MED   | Christian Martínez  | 54' |
| 7     | MED   | Allen Guevara       | 65' |
| 77    | DEL   | Jossimar Pemberton  | 65' |
| 6     | DEL   | Jeikel Venegas      |     |
| D. T. | D. T. | Paulo Wanchope      |     |

| 1     | POR   | Kevin Chamorro    |     |
| 28    | DEF   | Gerald Taylor     |     |
| 3     | DEF   | Pablo Arboine     |     |
| 33    | DEF   | Douglas Sequeira  | 78' |
| 25    | DEF   | Jorkaeff Azofeifa |     |
| 6     | MED   | Jefferson Brenes  |     |
| 22    | MED   | Youstin Salas     | 65' |
| 26    | MED   | Julen Cordero     | 65' |
| 2     | MED   | Christian Bolaños |     |
| 41    | DEL   | Warren Madrigal   | 21' |
| 14    | DEL   | Ariel Rodríguez   |     |
| D. T. | D. T. | Vladimir Quesada  |     |

| 10 | MED | Dylan Flores   | 54' |
| 1  | POR | Darryl Parker  | 54' |
| 27 | DEL | Jostin Daly    | 65' |
| 19 | DEL | Josimar Méndez | 65' |

| 7  | MED | Jefry Valverde   | 21' |
| 4  | DEF | Kendall Waston   | 65' |
| 38 | MED | Kenneth González | 65' |
| 8  | MED | David Guzmán     | 78' |
| 17 | MED | Carlos Villegas  | 78' |

| 12' · 48' · 48' · 51' · 70' | Kevin Briceño José Vargas Douglas López Kevin Briceño Jeikel Venegas |

| 45' · 71' · 73' · 89' | Youstin Salas Douglas Sequeira Gerald Taylor Kenneth González |

| Principal  | Benjamín Pineda       |
| Asistentes | Víctor Ramírez        |
|            | Enmanuel Alvarado     |
| Cuarto     | Juan Gabriel Calderón |

|                            |
| Campeón Deportivo Saprissa |
| 2.do título                |